# Ove Gjedde

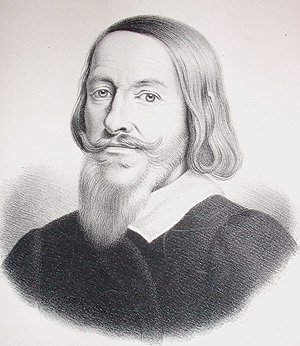
Représentation d’Ove Gjedde du XIXe siècle

Ove Gjedde (plus rarement écrit Gedde ou Giedde ; né le 27 décembre 1594 à Tommarp (sv) en Scanie danoise et décédé le 19 décembre 1660) était un amiral danois, également membre du gouvernement d’intérim au pouvoir entre la mort de Christian IV et le règne de Frederick III.

## Biographie

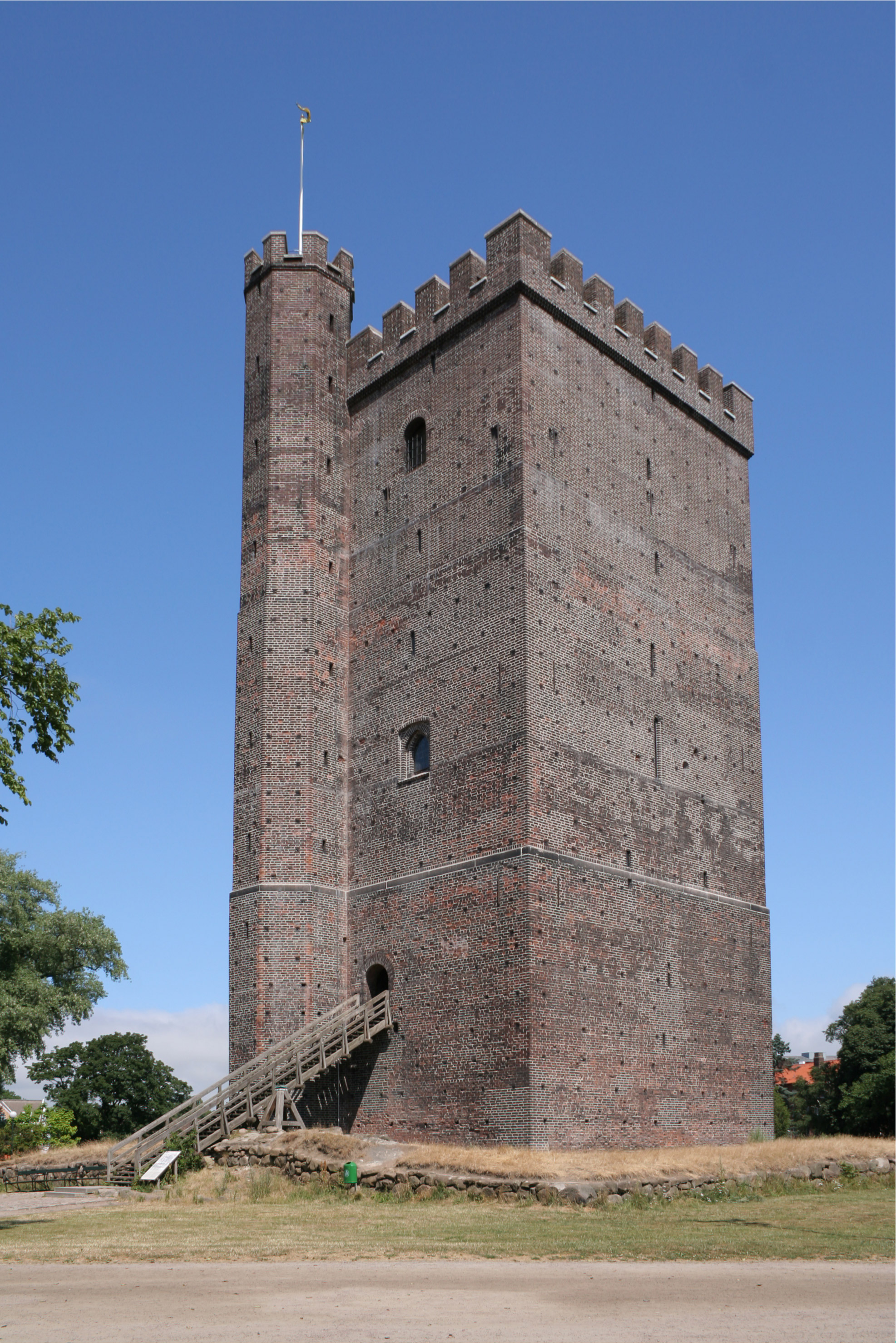
Tour dite Kärnan, dernier reste du château d’Helsingborg.

En 1618, il commande l’expédition envoyée par Christian IV roi de Danemark, pour protéger et développer le commerce de la Compagnie danoise des Indes Orientales, établie à Copenhague. Après vingt-deux mois Ove Gjedde arrive à Ceylan ; mais les Portugais dominent l'île, et Giedde se dirige vers la côte de Coromandel, il obtient la ville et lé port de Tranquebar, et y fit élever le fort Dansbourg. Tranquebar reste colonie danoise en Inde pendant 200 ans. Gjedde revient au Danemark en mars 1622. Il participe à la guerre de Torstenson (1643–1645) en tant qu’amiral, et est fait en 1645 Riksamiral ; mais en 1648, il tombe malade et l’on lui confie simplement la responsabilité du château d’Helsingborg.
Au cours de l’attaque par le roi suédois Charles X Gustave, qui verra en 1658 la Scanie devenir suédoise par le traité de Roskilde, Ove Gjedde est fait prisonnier à Helsingborg. Il est d’abord envoyé en prison dans le château de la ville, puis à Malmö. En 1660, il est libéré lors d’un échange de prisonniers entre la Suède et le Danemark. Gjedde est alors un vieil homme, et a déjà un monument à son honneur dans la ville d’Helsingborg, à présent suédoise. La légende dit que « son corps après le pacte de Roskilde n’a jamais trouvé le repos, après que la Scanie est devenue suédoise » (hans ben efter Roskildefreden aldrig fandt hvile, efter Skåne var blevet svensk).